# معتمدية ماجل بلعباس
معتمدية ماجل بلعباس إحدى معتمديات الجمهورية التونسية، تابعة لولاية القصرين.

## مواضيع ذات علاقة
- ولاية القصرين.